# 佑順寺
佑順寺（ゆうじゅんじ）は、中華人民共和国遼寧省朝陽市双塔区新華路二段15号にあるチベット仏教寺院。

## 歴史
佑順寺は清の康熙46年（1707年）に建立された。2006年、中華人民共和国国務院は佑順寺を第六批全国重点文物保護単位に認定した。

## 伽藍
牌楼、山門、天王殿、蔵経閣、大雄宝殿、更衣殿、七間殿、僧房、関帝殿、戯台、廂房